# Digital subscriber line access multiplexer

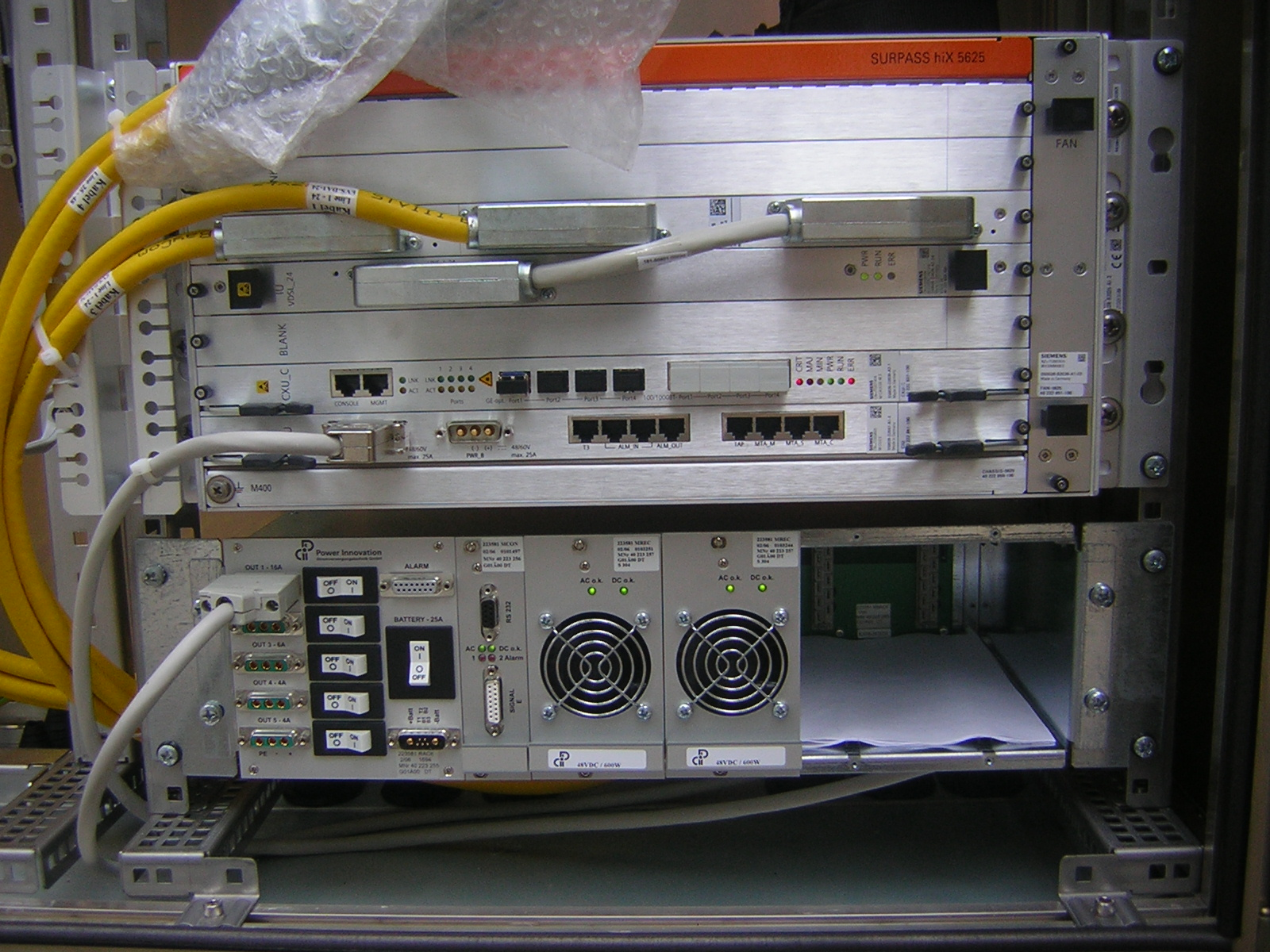
Siemens DSLAM SURPASS hiX 5625

DSLAM (prononcé [deslam]) est le sigle de l'anglais « digital subscriber line access multiplexer », soit en français, « multiplexeur d'accès à la ligne d'abonné numérique » (plus simplement : « multiplexeur d'accès DSL »).
Le DSLAM est un multiplexeur (appareil assurant une fonction de multiplexage) qui permet d'assurer sur les lignes téléphoniques un service de type DSL (ADSL 2+, VDSL, VDSL2, SDSL, G.fast), le plus souvent dans le but de permettre un accès, à haut débit, à Internet.

## Principe
Techniquement, le DSLAM récupère le trafic de données, issu des lignes d'abonnés DSL (Internet haut débit, télévision par ADSL, VoIP…), transitant sur les lignes téléphoniques qui lui sont raccordées, après que ce trafic a éventuellement été séparé du trafic vocal de téléphonie classique, grâce à un filtre. Ensuite le DSLAM concentre le trafic des lignes qui lui sont raccordées (« petits tuyaux ») et le redirige vers le réseau de l'opérateur ou du fournisseur d'accès selon le principe du multiplexage où les données sont transportées en paquets Ethernet ou en ATM.
Physiquement, le DSLAM se situe à la terminaison de la boucle locale (partie entre la prise téléphonique et le réseau de collecte du fournisseur d'accès à Internet (FAI). Il correspond à la séparation entre l’infrastructure cuivre et optique du réseau. Le DSLAM se situe au début de la liaison menant au BRAS.

Emplacement du DSLAM dans la connexion internet d'un abonné ADSL

## Localisation
Traditionnellement les baies DSLAM sont implantées dans les mêmes locaux que le nœud de raccordement d’abonnés (NRA) ou répartiteur général qui héberge également le commutateur téléphonique traditionnel. Dans cette architecture, le débit de raccordement est limité par la longueur de la ligne de cuivre. Des longueurs de plusieurs kilomètres sont particulièrement pénalisantes.
Dans les architectures de raccordement hybride cuivre-optique, le DSLAM est implanté en sous-répartiteur ou en coffret d’immeuble. Ces architectures permettent d’atteindre des débits de 100 à 500 Mbit/s pour des coûts de raccordement nettement inférieurs à ceux de la fibre optique jusqu’au domicile.

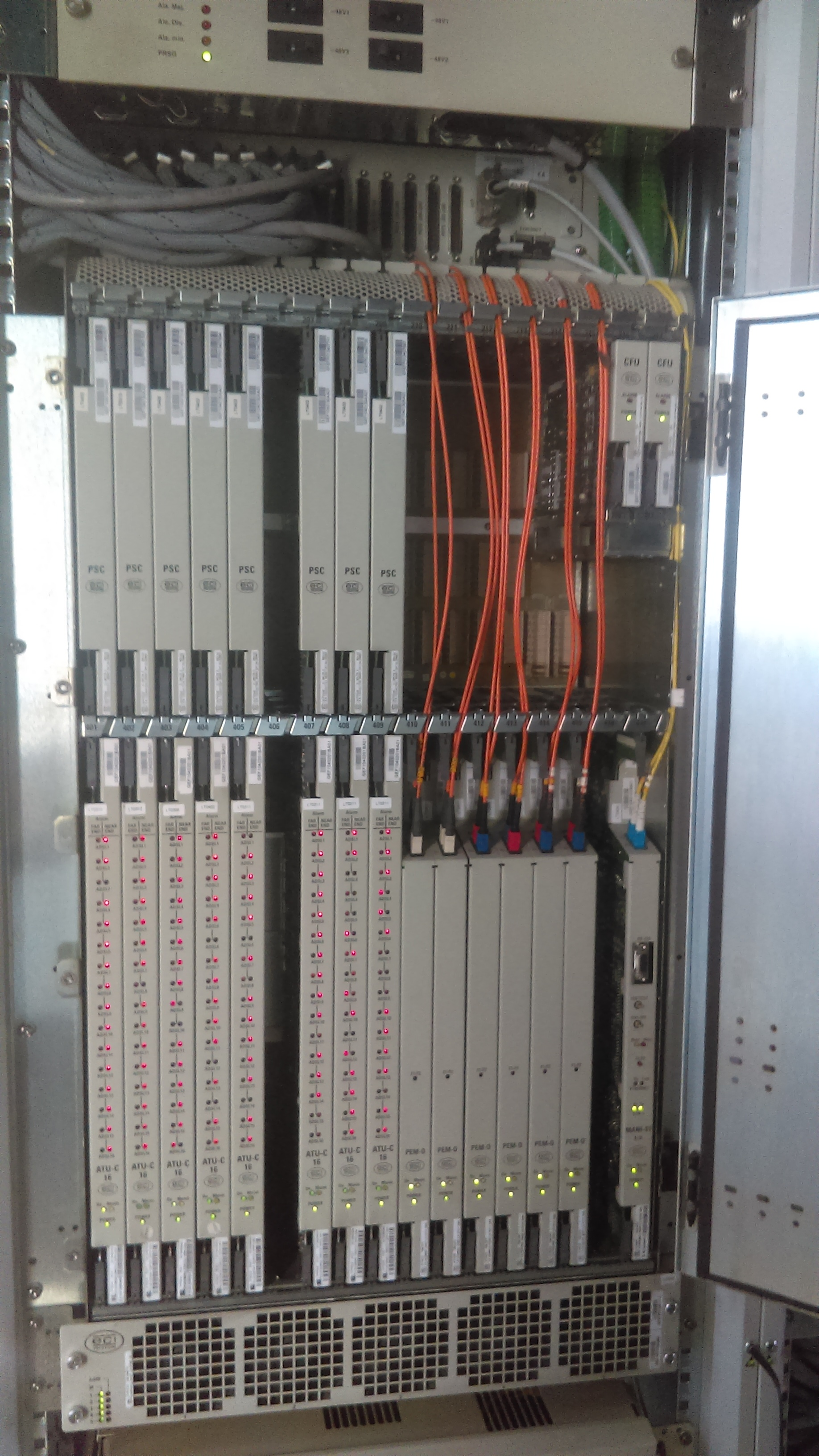
DSLAM ECI SAMSA
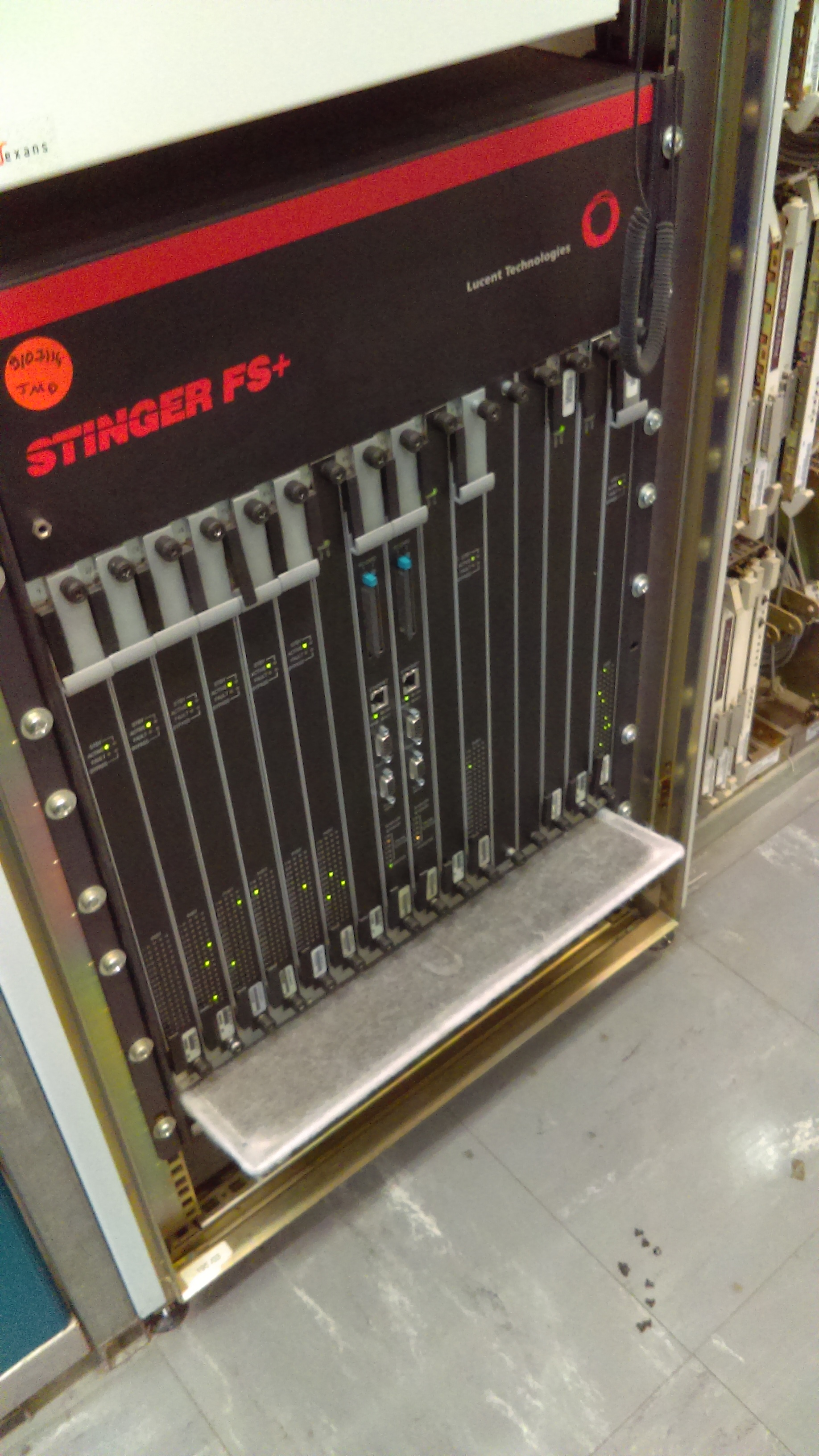
DSLAM Lucent Stinger FS+